# 云南白药

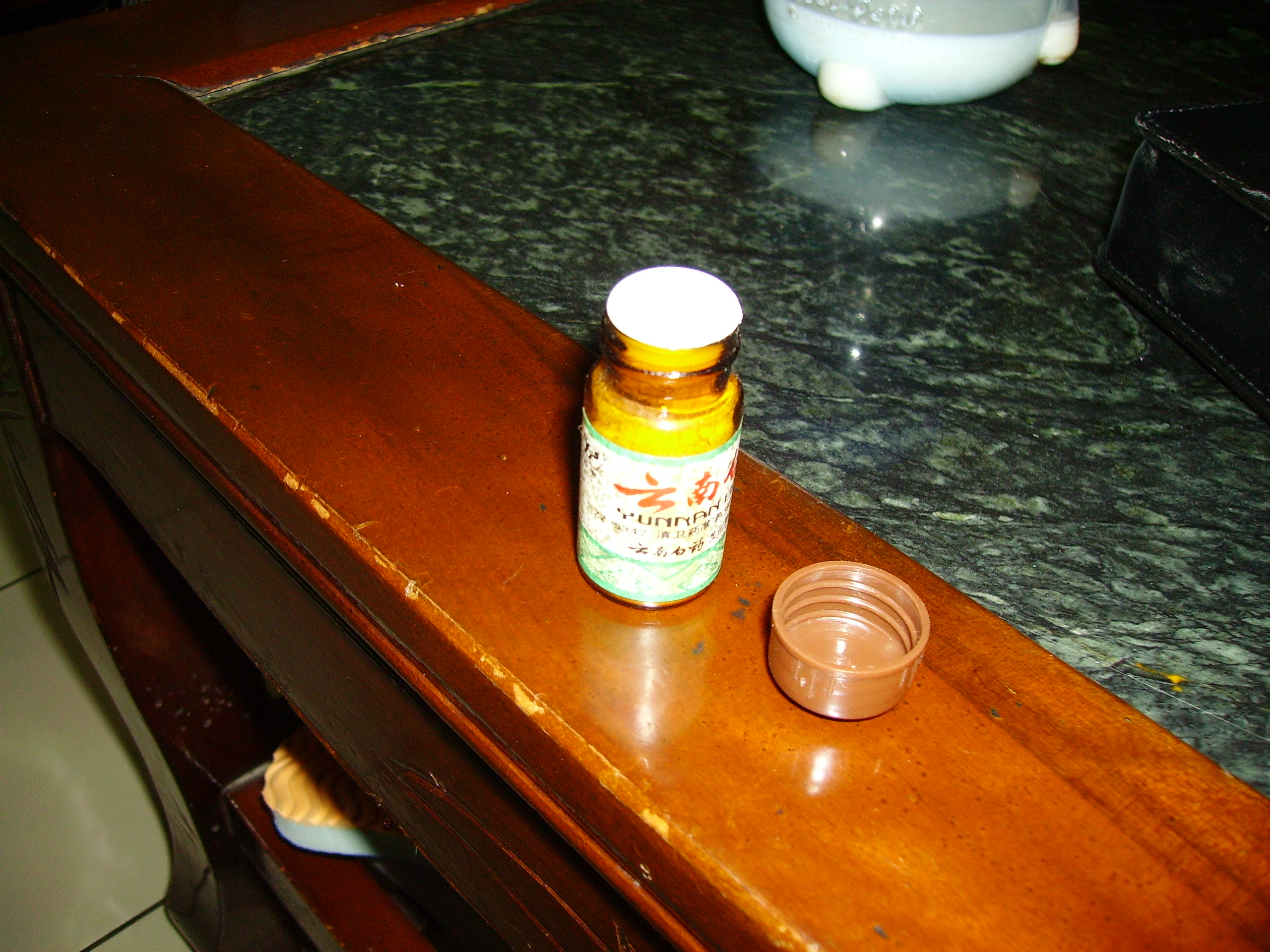
一罐打開瓶蓋，尚未開封的云南白药

云南白药是一种專治跌打损伤及创伤出血的科學中藥，其生產及商標持有者為云南白药集团股份有限公司。1992年中国颁布《中药品种保护条例》以来，云南白药是国家一级保护中仅有的4个品种之一（都是于1994年被批准并公布，另外3个品种是阿胶、龙牡壮骨冲剂、片仔癀）。

## 历史
云南白药1902年由曲焕章创制，原名“曲焕章百宝丹”。曲焕章原在云南江川一带是有名的伤科医生，后为避祸乱，游历滇南名山，求教当地的民族医生，研究当地草药，苦心钻研，改进配方，历经十载，研制出“百宝丹”，另外他还研制出虎力散、撑骨散的药方。1916年，曲焕章将它们与白药的药方一起交给云南省政府警察厅卫生所检验，合格后颁发了证书，允许公开出售。1917年，云南白药由纸包装改为瓷瓶包装，行销全国，销量骤增。1923年后，云南政局混乱，曲焕章在此期间，钻研配方，总结临床经验，使云南白药达到了更好的药效，形成了“一药化三丹一子”，即普通百宝丹、重升百宝丹、三升百宝丹、保险子。此时百宝丹已享誉海外，在东南亚地区十分畅销。1931年，曲焕章在昆明金碧路建成“曲焕章大药房”。1938年，台兒莊戰役，曲煥章供應3萬瓶雲南白藥給出征的滇軍官兵，支持抗戰。士兵隨身帶著白藥，只要受傷就使用，神奇療效讓國軍越戰越勇，最後打了一場「台兒莊大捷」。此戰役後，雲南白藥在全國各地聲名大噪。
1955年，曲氏私營廠并入國營昆明製藥廠，生產雲南白藥，當局以曲氏遺孀繆蘭英名義宣傳獻方，但曲子曲嘉瑞表示，這是“在當時的歷史背景條件下”，且“所獻配方不完整”。1958年曲嘉瑞曾向昆明製藥厰提出此情況，要求更正配方，反遭打成右派分子。文革結束后，曲嘉瑞又向雲南當局報告，並比對雙方藥方證實曲嘉瑞手中為曲氏真傳，但當局以已有「雲南白藥」，不能再冠以“曲氏白藥”名為由拒絕註冊，曲嘉瑞遂離開雲南、遠走福建三明，重新發揚曲氏白藥。
1966年，台灣國軍二總醫院院長吳郡昌於高雄旗山、壽山打獵時，無意發現了雲南白藥主成分的藥草，加以研製，居然成功，遂設廠製造，風靡一時。據吳郡昌醫師公開的「吳氏」雲南白藥配方，其成分為：三七21%、正淮山藥12%、草烏10%、冰片1%、獨定子6%、蟲簍44%、麝香適量及披麻草適量。在大陸配方方面，2002年10月15日，“日本東洋醫學成人病預防協會”監制雲南白藥保健系列，授權頂霖有限公司為台灣地區總代理。2004年12月30日，“雲南白藥集團股份有限公司”授權台灣頂霖有限公司總代理。但當時台灣尚未允許大陸製雲南白藥產品進口，故以“雲白牙膏”在台灣市場銷售。2012年5月由永信藥品公司代理以“雲南白藥牙膏”在台灣市場上市銷售。2014年“雲南白藥牙膏”在台灣市場由欣臨企業代理至今。

## 药物性状
云南白药最早研制出的剂型是散剂，是一种米黄色或黄白色的粉末，有特殊香味，味道微酸带苦涩，舌头有清凉麻木的感觉。保险子为红色朱砂衣的小丸，剖面浅棕色，味微苦。

## 药物组成
云南白药的配方和制法从不外传，1955年缪兰英将配方献给中华人民共和国中央人民政府，之后一直以国家卫生部绝密为其保存。此后一些书籍和杂志上出现过关于云南白药的配方和制法，但生产者声称“均不正确”。关于云南白药的原植物考证与鉴定及其化学成分的分离和结构鉴定一直引起各国科学家的关注，也用过各种现代分析方法进行过解析。用发射分光计分析出云南白药中有钙、磷元素存在。用光谱分析时，未见紫外吸收；红外吸收光谱呈现出与葛根淀粉相近的图谱，可推断为同一物，在用薄层色谱点样分析后也得到相同结论，由此推断云南白药可能是用葛根淀粉做赋形剂。用超临界流体色谱法测定出云南白药中含有人参二醇、人参三醇等物质。
| 成分                                 | 含量   |
| ------------------------------------ | ------ |
| Proprietary Blend 总成分             | 500mg  |
| Ajuga Forrestii Diels 散瘀草         | 85mg   |
| Dioscoreae Parviflora Ting 苦良姜    | 30mg   |
| Herba Geranli & Herba Erodii 老鹳草  | 36mg   |
| herba Inulae Cappae 白牛胆           | 25mg   |
| Rhizoma Dioscoreae Nipponicae 穿山龙 | 57.5mg |
| Rhizoma Dioscoreae 淮山药            | 66.5mg |
| Radix Notoginseng 田七               | 200mg  |

雲南白藥的配方和製作工藝在中華人民共和國被列為絕密級，在美國公佈的成分為：田七、冰片、散瘀草、白牛膽、穿山龍、淮山藥、苦良薑、老鸛草、酒精，2021年12月再被股東之一挪威主權財富基金公佈成份含有瀕危物種穿山甲。云南白药集团表示，在美国提交的材料不是云南白药保密配方。
为了应对2013年11月国家食药总局发布的《关于修订含毒性中药饮片中成药品种说明书的通知》要求中药饮片企业在说明书中写明毒性成分并添加警示语的规定，2014年4月，云南白药在其新的药品说明书中说明其药品配方包含“草乌”。草乌为乌头属多种植物的俗称。该属含有的乌头碱为自然界中毒性最大的物质之一，口服半数致死量仅1mg/kg，毒性为氰化钾的5到10倍，超量使用会引起口唇和四肢麻痹、恶心、呕吐等中毒症状，严重者可危及生命。药厂表示，经过其独特的生产工艺，毒性可基本消除，在安全范围内。

## 药物剂型
云南白药问世之初的半个多世纪都是以散剂供应市场。云南白药除散剂外，还开发出胶囊剂、酊剂、膏剂、气雾剂，云南白药牙膏，云南白药粉，云南白药创可贴等等。
红色保险子可治疗较重之跌打损伤，也可治疗心绞痛、急性乳腺炎、鼻衄等20余种疾病。

## 药代动力学
内服云南白药，半小时后起效，2到3小时达峰值，持续时间4小时。

## 外部連結
- 雲南白葯股份有限公司 （页面存档备份，存于）
- 雲南白葯 Yun Nan Bai Yao （页面存档备份，存于） 中藥標本數據庫 (香港浸會大學中醫藥學院) （繁體中文）（英文）